# Юханссон, Нильс Патрик
Нильс Патрик Юханссон (род. 14 октября 1967, Бурленге, Коппарберг) — шведский музыкант, вокалист, автор песен шведской группы Astral Doors, вокалист групп Lion’s Share и Wuthering Heights, до 2016 года являлся вокалистом шведской хеви-пауэр-метал группы Civil War.

## Биография
В 2003 году Юханссон вместе с Йоахимом Нордлундом и Йоханом Линдстедтом основал хеви-метал группу Astral Doors. Он пишет тексты и вокальную музыку для группы. Также с 2003 года вокалист датской метал группы Wuthering Heights. С 2007 года является вокалистом Lion’s Share.
В 2012 году Оскар Монтелиус, Рикард Сунден, Даниель Муллбак и Даниель Мюр покинули группу Sabaton и основали свой собственный проект Civil War пригласив двух музыкантов из группы Astral Doors — вокалиста Нильса Патрика Юханссона и басиста Стефана Эриксона.
В 2016 году Нильс Патрик Юханссон объявил о своем решении покинуть Civil War.

## Дискография

### Сольная карьера
- Evil Deluxe (2018)[5]
- The Great Conspiracy (2020)[6]

### Astral Doors
- Of the Son and the Father (2003)
- Evil Is Forever (2005)
- Raiders of the Ark (2005)
- Astralism (2006)
- New Revelation (2007)
- Requiem of Time (2010)
- Jerusalem (2011)
- Notes from the Shadows (2014)
- Black Eyed Children (2017)
- Worship or Die (2019)

### Richard Andersson’s Space Odyssey
- Embrace the Galaxy (2003)
- The Astral Episode (2005)

### Civil War
- Civil War (EP) (2012)
- The Killer Angels (2013)
- Gods and Generals (2015)
- The Last Full Measure (2016)

### Lion’s Share
- Emotional Coma (2007)
- Dark Hours (2009)
- EP (2018)

### Wuthering Heights
- Far From the Madding Crowd (2004)
- The Shadow Cabinet (2006)
- Salt (2010)

### Совместно с другими исполнителями
- Belfast — с Mago de Oz (2004)